# Melinaea ludovica
Melinaea ludovica é uma borboleta neotropical da família Nymphalidae, subfamília Danainae e tribo Ithomiini, nativa do Brasil (estados do Amazonas, Pará, Alagoas, Bahia, Espírito Santo, Rio de Janeiro, São Paulo, até Santa Catarina), Colômbia, Venezuela, Guianas, Equador e Peru. Foi classificada por Pieter Cramer, com a denominação de Papilio ludovica, em 1780.

## Descrição
Indivíduos desta espécie possuem as asas moderadamente longas e estreitas e são de coloração predominante laranja, vistos por cima, com padrões de coloração em branco, amarelo e negro. Este padrão é comum a diversas espécies de Lepidoptera americanos dos trópicos, que compartilham um mecanismo mimético comum nestas cores. Vistos por baixo, apresentam padrão similar; com pontuações em branco, visíveis, na face inferior das asas, próximas à margem.

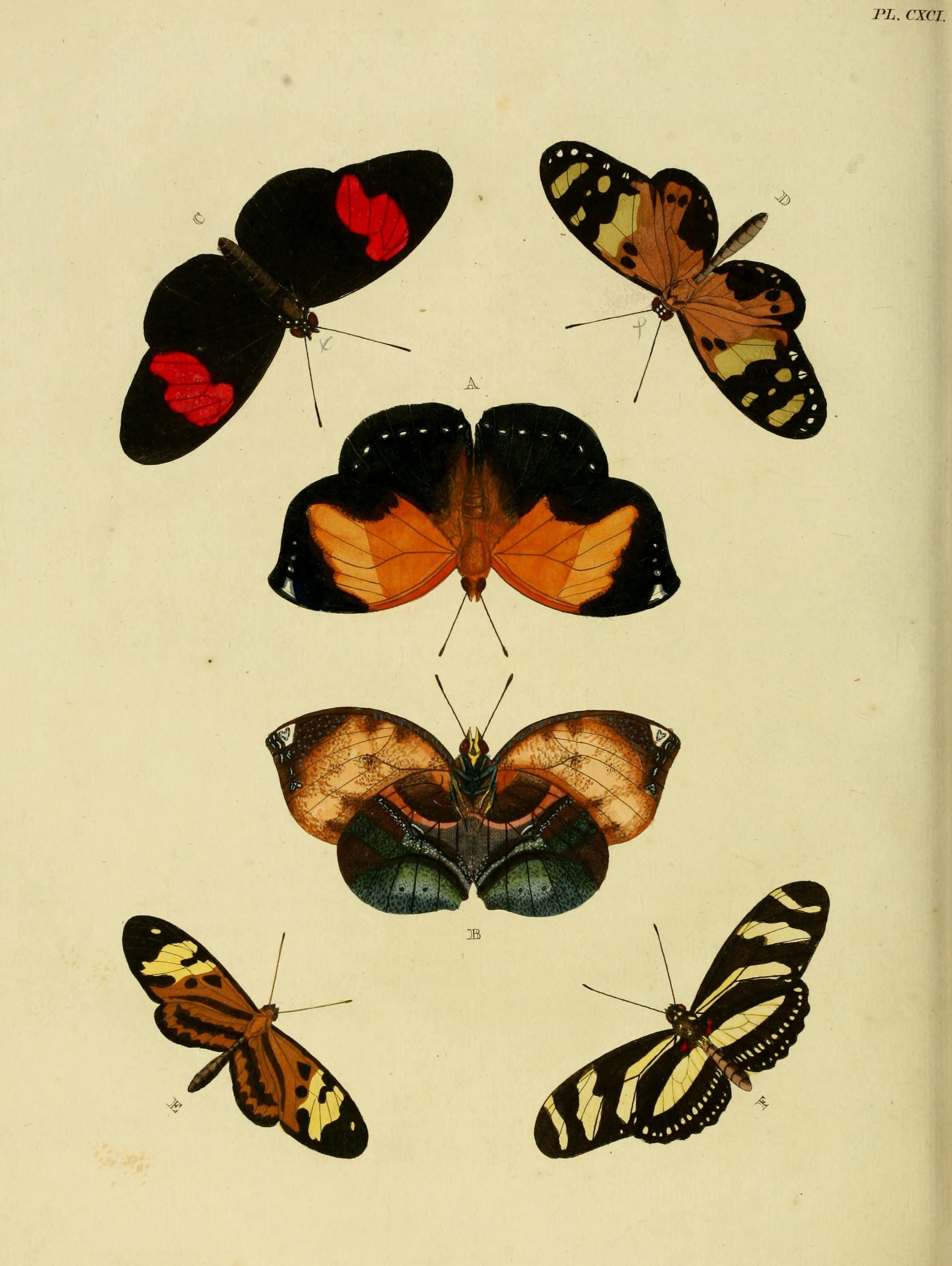
A borboleta acima, à direita (em vista superior), é uma ilustração de M. ludovica, contida no livro De uitlandsche kapellen: voorkomende in de drie waereld-deelen Asia, Africa en America = Papillons exotiques des trois parties du monde, l'Asie, l'Afrique et l'Amérique, de Pieter Cramer e Caspar Stoll (Plate CXCI, 1779).

## Hábitos
Esta espécie é encontrada voando em clareiras de florestas primárias e secundárias, além de margens de trilhas e estradas.[carece de fontes?] Se alimentam de substâncias retiradas de flores.

## Planta-alimento
As lagartas de Melinaea ludovica podem ser encontradas em Solanaceae dos gêneros Juanulloa e Markea.

## Subespécies
M. ludovica possui três subespécies:
- Melinaea ludovica ludovica - Descrita por Cramer em 1780, de espécime proveniente do Suriname.
- Melinaea ludovica paraiya - Descrita por Reakirt em 1866, de espécime proveniente do Brasil.
- Melinaea ludovica manuelito - Descrita por Tessmann em 1928, de espécime proveniente do Peru.